# 플레이오프
플레이오프(playoff), 포스트시즌(postseason)은 프로스포츠에서 정식 시즌이 끝난 뒤 리그 승자를 가리기 위하여 치르는 경기이다. 처음에는 정식 시즌이 끝난 뒤 리그 승자를 가리지 못했을 때만 치르는 경기였으나, 정규 시즌보다 주목도가 높아 관중들에게 인기를 끌면서 점점 보편화되었다. 그 때문에 상업적인 여러 스포츠에서 플레이오프 제도를 도입하고 있다.

## 축구

### 대한민국 프로 축구
K리그에서는 과거 6강 플레이오프제가 시행되었다. 정규리그가 끝난 후 승점순서에 따라 1위부터 6위까지 포스트시즌을 갖게 되며, 1위는 챔피언 결정전에 직행하고, 2위는 플레이오프에 진출한다. 3위와 6위, 4위와 5위팀이 각각 6강 플레이오프를 거쳐 승자를 가리고, 두 경기의 승자가 준플레이오프를 갖는다. 이긴 팀은 플레이오프에 먼저 진출한 2위 팀과 맞붙게 된다. 플레이오프 승자는 마지막으로 K리그 챔피언 결정전에 먼저 진출한 1위팀과 홈앤드어웨이 방식으로 우승 팀을 가리게 된다. 플레이오프까지는 정규리그 상위팀의 홈구장에서 단판 승부를 갖는다.
축구 리그에서 플레이오프는 널리 쓰이지 않는 방식이지만, 스코틀랜드 프리미어리그, 에레디비시 등 몇몇 리그에서도 흥행과 마케팅을 위해 사용되는 방법이다. 승강제를 늦게 도입한 K리그에서는 승강제가 도입되지 않았던 시기에 정규리그 마지막까지 팬들의 관심을 잃지 않기 위해서 어쩔 수 없는 제도라는 시각이 많다.

### FIFA 월드컵
FIFA 월드컵에서는 대륙별 예선에서 본선 출전권을 획득하지 못한 차순위 팀이 다른 대륙의 차순위 팀과 남은 출전권을 얻기 위해 대륙간 플레이오프제를 실시하고 있다.

### 대륙별 플레이오프
몇 가지 예시를 들면 다음과 같다.
- FIFA 월드컵 아시아 예선에서는 2006년 대회부터 출전권이 4.5장으로 배당되어 마지막 조별 예선의 1위 팀과 2위 팀이 본선에 직행하고 3위 팀끼리 플레이오프를 치러 그 승자가 대륙간 플레이오프를 치르게 되어 있다.
- FIFA 월드컵 유럽 예선이나 UEFA 유럽 축구 선수권 대회 예선은 각 조 1위 팀이 본선에 직행하고 2위 팀끼리 플레이오프를 치러서 본선에 추가로 진출할 팀을 가리는 방식으로 되어 있다.

## 야구

### 메이저 리그 야구
1969년부터 1993년까지는 메이저 리그 야구에서는 각 리그별로 동부와 서부 2개의 지구로 나뉘어 있었고, 각 지구의 1위 두 팀이 바로 리그 챔피언십 시리즈를 가져 월드 시리즈 진출팀을 가렸다. 1969년부터 1984년까지는 5전 3선승제의 리그 챔피언십 시리즈를 펼쳤고, 1985년부터 1993년까지는 7전 4선승제로 변경되었다.
1994년부터 각 리그별로 3개의 지구가 생기는 것으로 재조정되면서, 이 지구들의 1위 3팀과 2위 팀들 중 가장 성적이 좋은 팀 (와일드카드) 1팀, 이렇게 4팀이서 5전 3선승제의 디비전 시리즈를 펼치게 되었다. 디비전 시리즈의 승자들은 다시 7전 4선승제의 각 리그 챔피언십 시리즈를 펼쳐 리그 챔피언을 결정한다. 리그 챔피언들은 대망의 7전 4선승제의 월드시리즈에 진출해 패권을 다투게 된다. 원래 1994년부터 이 규정이 적용될 예정이었으나 선수노조의 파업으로 플레이오프가 무산되었고, 파업이 끝난 1995년부터 이 규정대로의 플레이오프가 펼쳐졌다.
2012년 시즌부터는 각 리그별 와일드 카드팀이 하나씩 늘어 각 리그의 성적이 좋은 2팀이 단판 플레이오프를 하도록 바뀌었다.

### KBO 리그
1위부터 10위 중 5위까지의 팀이 포스트시즌에 올라가는 것으로, 가을야구라고도 한다. 2014년까지는 준플레이오프부터 시작하였으나, 2015년부터 10구단체제가 되어 와일드카드가 실시되었다. 한국시리즈에서 우승한 팀은 "V5", "V12"등으로 나타낸다. (빅토리 + 우승횟수+1)
한편, 2020년에는 11월 15일 이후 열릴 포스트시즌이 고척 스카이돔 중립경기로 진행된다.

#### 와일드카드 게임
2015년부터 실시되었으며, 패넌트레이스를 마친 10팀 가운데 4위를 차지한 팀과 그 밑인 5위를 차지한 팀이 2경기를 가지는데 4위팀에게 1승의 어드밴티지가 주어져, 5위팀의 경우 2경기를 모두 이겨야만 준 플레이오프에 진출할 수 있다.(무승부 경기가 나와도 4위팀 올라감)

#### 준 플레이오프
페넌트레이스를 마친 10팀 가운데 3위를 차지한 팀과 와일드카드 게임 승리팀이 5판 3선승으로 준 플레이오프를 펼친다.
2경기씩 서로의 구장을 번갈아 사용하는데, 첫 2경기는 3위 팀의 홈구장에서 진행되고 마지막 5경기까지 갔을 경우에도 마찬가지로 3위팀 홈구장에서 진행된다.

#### 플레이오프
페넌트레이스를 마친 10팀 가운데 2위를 차지한 팀과 준플레이오프에서 승리한 팀이 5판 3선승으로 플레이오프를 펼친다. 준플레이오프와 동일한 방식으로 구장이 변경된다.

#### 한국시리즈
페넌트레이스를 마친 10팀 가운데 1위를 차지한 팀과 플레이오프에서 승리한 팀이 7판 4선승으로 한국시리즈를 펼친다. 흔히 코리아 시리즈를 줄여서 '코시'라고 부르기도 한다. 1, 2차전은 페넌트레이스 우승 팀 구장에서 3, 4차전은 플레이오프 우승 팀 구장에서 5, 6, 7차전은 페넌트레이스 우승 팀구장에서 치러지게 된다.
와일드카드 결정전 - 정규시즌 4위팀 vs 정규시즌 5위팀 (4위팀은 1승시 준플레이오프 진출.)
준플레이오프 - 정규시즌 3위팀 vs 와일드 카드 승리팀
플레이오프 - 정규시즌 2위팀 vs 준플레이오프 승리팀
KBO 한국시리즈 - 정규시즌 1위팀 vs 플레이오프 승리팀
줄여서
와일드카드승-준플레이오프승-플레이오프승-한국시리즈승

## 그 외

### 한국 프로 농구
한국프로농구에서는 현재 6강 플레이오프가 시행되고 있다. 1라운드에서 3위와 6위(A), 4위와 5위(B)팀이 맞붙어 각각 3선승한 팀이 2라운드로 진출한다. 2라운드에서는 1라운드 A의 승자와 정규리그 2위, B의 승자와 정규리그 1위가 맞붙어 각각 3선승한 팀이 챔피언 결정전(파이널 라운드)에 최종 진출하여 7전 4선승제로 우승 팀을 가린다.

### 한국 여자 프로 농구
한국여자프로농구에서는 현재 3강 플레이오프가 시행되고 있다. 2위 팀과 3위 팀이 3전 2선승 플레이오프를 개최한 다음, 플레이오프에서 이긴 팀이 챔피언 결정전에 진출하여 정규리그 1위팀과 5전 3선승제로 최종 우승 팀을 가린다.

### 한국 프로 배구
V-리그에서는 여자부에서는 정규리그 2위팀과 3위팀과 남자부는 정규리그 2위팀과 준플레이오프 승자 흑은 3위팀과 3전2선승제의 플레이오프를 치르고 1,3차전은 2위팀 홈구장에서 2차전은 여자는 3위팀 홈구장에서 남자는 3위팀 홈구장 흑은 준풀레이오프 승자의 홈구장에서 치러진다. 그리고 정규리그 1위팀과 플레이오프 승자가 5전3선승제의 챔피언결정전을 치른다.
1,2,5차전은 1위팀 홈구장에서 치러지고 3,4차전은 플레이오프 승자의 홈구장에서 치러진다.
단, 남자부는 정규리그 3,4위의 승점차이가 3점 이내일때에는 3위팀 홈구장에서 단판 준플레이오프를 치른다.

### 대한민국 스타크래프트 프로리그
프로리그에서는 KBO 리그처럼 단일리그전까지는 4강 플레이오프로 진행하여 정규시즌 1위팀이 결승에 직행하고, 정규시즌 2위팀은 플레이오프에 진출하고, 3, 4위 팀이 준플레이오프 경기를 치러, 승리팀이 정규리그 2위팀과 플레이오프를 치르고, 승리팀이 정규시즌 1위팀과 결승전에서 맞붙어 우승 팀을 가렸으나(현재, 3라운드 위너스리그에서 적용), 신한은행 프로리그 08-09부터 K-리그의 6강 플레이오프제를 사용하여, 1위팀과 2위팀은 4강 플레이오프와 같이 결승전, 플레이오프에 진출하며 5, 6위도 참가하며, 3위 ~ 6위까지 6강을 치른 후, 승리팀이 준플레이오프에 참가한다. 준플레이오프 승리팀은 정규시즌 2위팀과 플레이오프를 치르고, 플레이오프 승리팀은 정규시즌 1위팀과 결승전에서 우승 팀을 가린다. 그전에는 4강 플레이오프를 단판으로 치럿으나, 08-09시즌에서는 6강 플레이오프 다전제방식으로 치러서, 1차전, 2차전으로 치르고 승부가 가려지지 않았을 때 단판에이스 결정전으로 진행하였다. 결승전에서도 다전제방식을 사용했다. 하지만 광안리에서 결승전을 치르면서 문제점이 적용이 되면서 09-10시즌에서는 1차전, 2차전을 치르고 승부가 가려지지 않았을 때 3차전을 치르도록 변경하였다. 6강 플레이오프 ~ 플레이오프만 적용되고, 결승전은 단판 7전 4선승제로 치러진다. 11-12시즌부터는 10팀에서 8팀으로 줄어들면서 6강 플레이오프를 폐지하고 다시 4강 플레이오프제를 시행하고있다.
준플레이오프 - [정규시즌 3위팀] vs [정규시즌 4위팀]
플레이오프 - [준플레이오프 승리팀] vs [정규시즌 2위팀]
결승전 - [플레이오프 승리팀] vs [정규시즌 1위팀]

### 대한민국 한국바둑리그
한국바둑리그에서는 정규리그 4위 팀과 3위 팀이 5전 3선승제의 준플레이오프를 치르며, 준PO의 승자가 정규리그 2위 팀과 플레이오프를 치른다. PO의 승자와 정규리그 1위 팀이 챔피언결정전 3번기를 통해 최종 우승 팀을 가린다.

### NFL
내셔널 풋볼 콘퍼런스, 아메리칸 풋볼 콘퍼런스 4개 디비전 각 1위팀(8팀)이 자동진출하고, 나머지 디비전 2위 팀들 중 가장 성적이 좋은 2팀이 와일드카드로 진출한다.
6강 토너먼트로 치러지며 각 콘퍼런스 4개 디비전 1위 팀이 성적순으로 1~4번 시드를 받고 와일드카드 팀은 성적순으로 5, 6번 시드를 받는다. 1,2번 시드는 1라운드를 면제받고 디비저널 라운드에 직행한다. 3vs6, 4vs5 팀의 1라운드가 끝나면 이긴 팀중 시드가 높은 팀이 2번 시드, 낮은 팀이 1번 시드와 대결하게 된다. 각 2라운드에서 승리한 팀은 콘퍼런스 챔피언십에 진출하게 되고 여기서 승리하면 슈퍼볼에 진출한다. 시드가 높은 팀에게 홈필드 어드밴티지가 주어진다.
다른 종목과 다르게 슈퍼볼까지 전 경기 단판이다.

## 같이 보기
- 시즌 (스포츠)
- 리얼리티 방송

## 참고
1. ↑  박문성 (2007년 10월 22일). “K리그 플레이오프 흥행 vs 불합리”.
2. ↑  이다솜 (2020년 4월 14일). “11월 15일 이후 포스트시즌은 모두 '고척돔'…개막일은 다음주 발표”. 조선일보. 2020년 5월 31일에 확인함.